# 310-talet f.Kr.

## Händelser
- 326-321 f.Kr. och 316-304 f.Kr. - Andra samniterkriget utkämpas.

## Födda
- 319 eller 318 f.Kr. – Pyrrhus, kung av Makedonien.
- 310 f.Kr. – Gnaeus Cornelius Scipio Asina, romersk politiker och fältherre.

## Avlidna
- 317 f.Kr. – Filip III av Makedonien, kung av Makedonien.